# Acacia bonariensis
Acacia bonariensis, comúnmente llamada cari-cari, uña de gato, ñapinday, ñapindá,  yuquerí o garabato blanco, es una especie de leguminosa de la subfamilia Mimosoideae.

## Descripción
Presenta aguijones en las ramas y en las hojas. Sus flores son amarillas y se agrupan en espigas. Crece en zonas de clima subtropical, en Argentina, Bolivia, Brasil, Paraguay y Uruguay.
Es un árbol o arbusto de la familia de las acacias, de hasta tres metros de altura (excepcionalmente hasta siete), de hojas bipinnadas y flores amarillas o blancas, en espigas que forman racimos o panojas. Tiene aguijones cortos y ganchudos en las ramas, en forma de uñas de felino; florece en pleno verano y produce néctares poco concentrados; fructifica en legumbres aplanadas.
La polilla bruja (Ascalapha odorata) se alimenta de sus hojas.

## Taxonomía
Acacia bonariensis fue descrito por Hook. & Arn. y publicado en Botanical Miscellany 3: 207. 1832[1833].
Etimología
Ver: Acacia: Etimología
bonariensis: epíteto geográfico que alude a su localización en Buenos Aires.